# Grodås
Grodås este o localitate din comuna Hornindal, provincia Sogn og Fjordane, Norvegia, cu o suprafață de 0,53 km² și o populație de 451 locuitori (2013).